# Château de Salm
Pour les articles homonymes, voir Salm.
Du château comtal de Salm subsistent des ruines surplombant la vallée de la Bruche, sur la commune française de La Broque dans le Bas-Rhin, Grand Est (département des Vosges avant 1871).
Les ruines du château font l’objet d’un classement au titre des monuments historiques depuis le 6 décembre 1898,.

## Historique

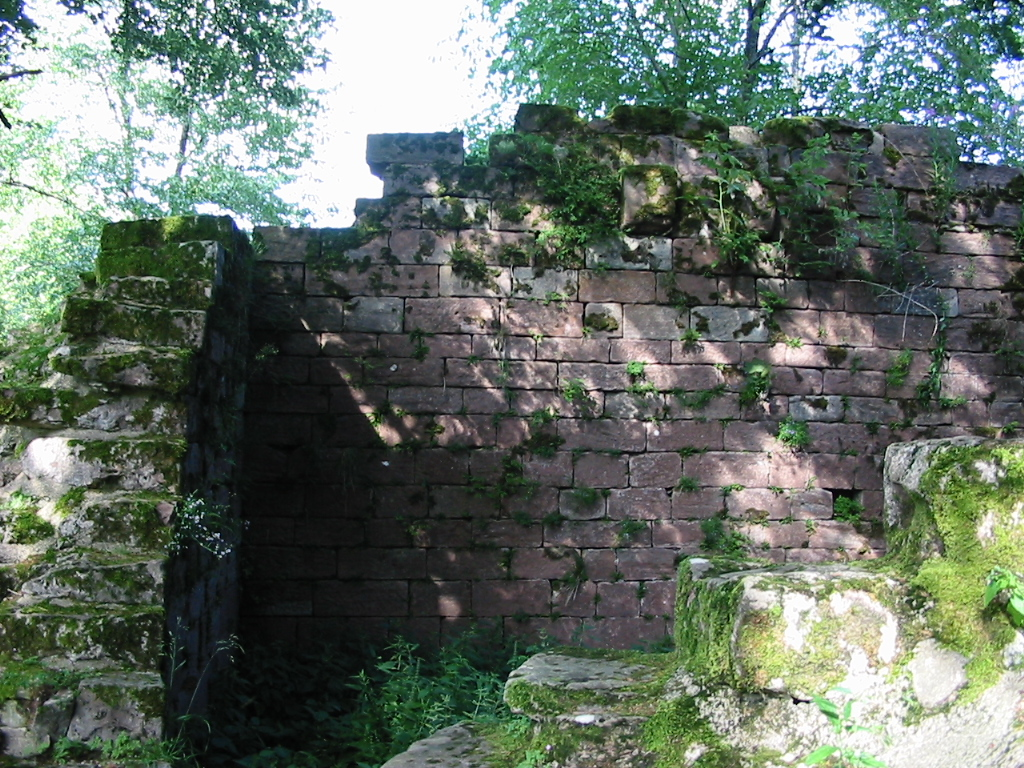
Détail des ruines du château.

Le château de Salm est élevé entre 1205 et 1225 par Henri III, comte de Salm (en Haute Lorraine), sur le territoire de l'abbaye de Senones dont il est l'avoué : la terre de Salm en Vosges va s'organiser à partir de ce château. La famille de Salm est en ce début de XIIIe siècle, avec les comtes de Bar (Bar-le-Duc), l'une des plus puissantes de Lorraine. La dynastie des Salm-Lorraine est issue de la famille de Luxembourg.
Henri IV, petit-fils du comte bâtisseur, réorganise les salines de Morhange ainsi que les forges de Framont situées à proximité du château.
Endetté à la suite d’un conflit familial et poussé à la défensive par l’évêque de Metz, le comte Henri IV est contraint de vendre au prélat le château en 1258, qu’il reprend à titre de fief héréditaire.
En 1285, le trouvère lorrain Jacques Bretel passe plusieurs jours au château où il rencontre Henri IV. Il consigne dans son œuvre le Tournoi de Chauvency son passage au château.
Le site est le siège d'une occupation importante tout au long des XIVe et XVe siècles (activités de fonderie, de métallurgie et de poterie), sans doute à la suite de l'acquisition par Jean de Salm de la basse vallée de la Bruche en 1366, de Mutzig à Schirmeck. De gros travaux réalisés autour de 1400 modifient considérablement la défense du château par la construction d'une épaisse tour bouclier, d'une barbacane et d'une nouvelle porterie. L'ancien mur bouclier est démonté et adapté à de nouvelles exigences fonctionnelles, la basse cour est agrandie, certains de ses murs intérieurs sont peints et ses baies disposent de fenêtres vitrées. La guerre qu’entreprend le duc Charles le Téméraire contre le duc de Lorraine et ses vassaux semble avoir été fatale au château, lequel est vraisemblablement ruiné en 1475.
Le château n’est plus reconstruit. Il est signalé en « ruine » en 1564, en 1577 et encore en 1622. Les Princes de Salm-Salm (de la deuxième dynastie des Salm en Vosges) et de leurs alliés, viennent visiter la ruine en 1779. Le prince Constantin Alexandre de Salm-Salm visite le château en 1779 en compagnie du prince de Hohenlohe-Schillingsfürst, comme en témoigne une inscription sur un bas-relief de la contrescarpe.
Intégrés au territoire allemand par le traité de Francfort en 1870, les vestiges sont classés monument historique par l'Administration Impériale d'Alsace-Lorraine le 6 décembre 1898. La ruine est bombardée par l'artillerie française pendant les combats de 1914. En 1919 le territoire est rattaché au département du Bas-Rhin.

## Description

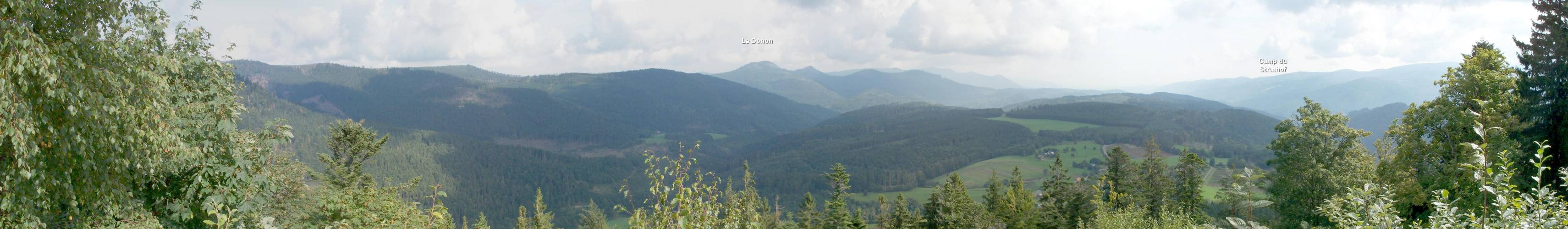
Panorama des Vosges vue depuis les ruines du château de Salm.

Construit à 809 m d’altitude sur une barre rocheuse de grès rouge d’orientation NE-SO, le château s’étend sur différents niveaux sur environ 120 m de long et sur 50 m de large. Le château primitif du XIIIe siècle ou Kernburg était doté au sud-ouest d’un mur bouclier faisant face à l’attaque, derrière lequel s’abritaient des bâtiments d’habitation et la citerne. Un palais (ou Palas) que signale la remarquable qualité architecturale des éléments ayant composés la décoration, reposait contre les courtines nord-ouest et nord-est que dominait sans doute le donjon ou Bergfried (tour refuge) construit sur le plus haut point du rocher (extrémité nord). Au cours du XIVe siècle sans doute, le mur bouclier a été renforcé par une tour de flanquement pleine. Plus tard, une épaisse tour-bouclier et une poterne sont construites à l’avant du château, peut-être au début du XVe siècle.

### Détails des vestiges

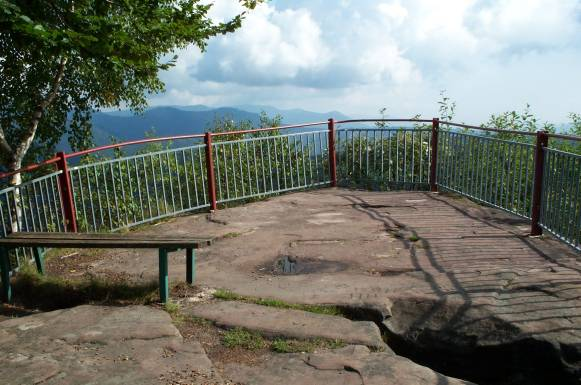
Le point culminant sur les ruines du château de Salm sur les vallées des Vosges.

Depuis 2004, les travaux de réhabilitation du site engagés par l’association des « Veilleurs de Salm » ont permis de remettre au jour des murs qu’on ne soupçonnait plus et de progressivement mieux comprendre les différentes étapes de construction.
La lecture du plan reste néanmoins très malaisée au regard de la pauvreté des vestiges subsistants où n’apparaissent que quelques éléments significatifs dont la tour bouclier, la chambre d’une citerne voûtée sur doubleau (cas rares en Alsace) et une poterne. L’analyse minutieuse des vestiges montre cependant la présence de larges basses-cours réalisées sans doute à partir du XIVe siècle, d’une barbacane et de plusieurs bâtiments intérieurs avec portes et fentes d’éclairage, mais aussi la présence d'arbalétrières aux fentes de tir cruciforme (du XIIIe siècle). La richesse du mobilier architectural (observations en cours) suggère la présence d’une chapelle, ce qui est en principe une règle dans les châteaux comtaux.
La tour bouclier qui est arasée au niveau du premier étage comporte une large brèche artificielle (destruction ?). Elle est ainsi dénommée parce qu’elle était non seulement destinée à faire face aux canons de siège (l’épaisseur de mur atteignant trois mètres du côté de l'attaque), mais aussi parce qu’elle cachait par sa masse le château construit en enfilade derrière elle.
La visite princière de 1779 a été précédée d'importants travaux d'aménagement et de sécurisation qui pesèrent grandement sur l'aspect de la ruine. Même si aujourd'hui le plan et la chronologie de construction du château restent encore globalement à interpréter, l’assemblage des données et l’analyse des éléments gothiques placent ce château parmi les plus belles réalisations comtales existantes du XIIIe siècle entre Lorraine et Alsace.